# Anton Stepanowitsch Arenski
Anton Stepanowitsch Arenski (russisch Антон Степанович Аренский, wiss. Transliteration Anton Stepanovič Arenskij; * 30. Junijul. / 12. Juli 1861greg. in Nowgorod; † 12.jul. / 25. Februar 1906greg. in Perkjärvi bei Terijoki) war ein russischer Komponist, Dirigent und Pianist.

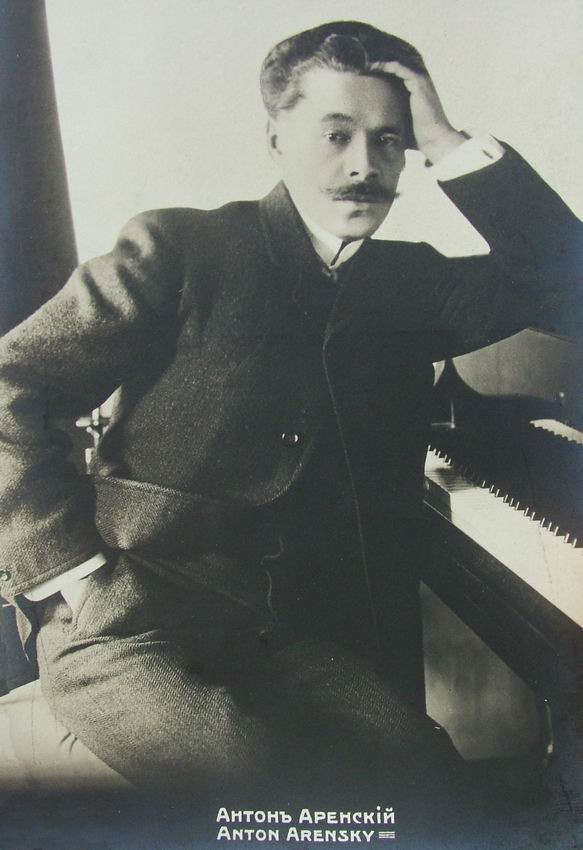
Anton Stepanowitsch Arenski (Postkarte)

## Leben
Arenski wuchs in einer musikliebenden wohlhabenden Familie auf, so dass er sich schon als Kind viel mit Musik beschäftigen konnte. Nach dem Besuch der Musikschule Russo in Sankt Petersburg begann er 1879 Komposition (bei Nikolai Rimski-Korsakow) sowie Kontrapunkt und Fuge am Sankt Petersburger Konservatorium zu studieren. 1882 schloss er seine Studien äußerst erfolgreich ab und wurde im nächsten Jahr als Kompositionslehrer ans Moskauer Konservatorium berufen, wo er 1889 zum Professor für Harmonik und Kontrapunkt ernannt wurde. In dieser Funktion bildete Arenski viele Schüler aus, die später namhafte Komponisten werden sollten (u. a. Sergei Rachmaninow und Alexander Skrjabin). Mitte der 1880er Jahre litt Arenski (nicht zuletzt auf Grund einer unglücklichen Ehe) schwer unter einer psychischen Erkrankung. 1895 legte er alle seine Ämter nieder und nahm die Leitung der Kaiserlichen Hofsängerkapelle in Sankt Petersburg an. Diese Position hatte Arenski bis 1901 inne. Danach war er freischaffend tätig, erhielt jedoch eine gute Pension. Seine letzten Jahre waren von einer Tuberkulose-Erkrankung, die zu seinem Tode führen sollte, sowie von Trunk- und Spielsucht überschattet. Sein Grabdenkmal schuf Marija Lwowna Dillon.
Ihm zu Ehren ist der Arenski-Gletscher in der Antarktis benannt.

## Stil
Arenski entwickelte nie einen ausgeprägten Personalstil; zunächst waren seine Werke von seinem Lehrer Rimski-Korsakow, später von Pjotr Iljitsch Tschaikowski (in denen er Tschaikowskis Stil weiterzuführen sucht) maßgeblich beeinflusst. Daneben lassen sich aber auch Einflüsse von Frédéric Chopin und Robert Schumann erkennen, sodass seine Werke trotz häufiger Verwendung von Volksliedmelodien im Vergleich zu seinen russischen Altersgenossen (etwa Alexander Glasunow und Wassili Kalinnikow) nicht besonders „russisch“ klingen. Teilweise lassen sich französische Elemente ausmachen. Generell mied Arenski eher Dramatik und starke Konflikte und räumte dem lyrischen Element eine bedeutendere Rolle ein. Manchmal näherten sich seine Werke (besonders für Klavier) der Salonmusik an; auch wurde Arenski häufig mit dem Vorwurf des Eklektizismus konfrontiert. All dies veranlasste Rimski-Korsakow wohl zu der Voraussage, Arenski werde bald vergessen sein.
Viele Werke Arenskis zeugen allerdings von so hoher Qualität, dass sich eine nähere Beschäftigung mit ihnen durchaus lohnt. Insbesondere in der Kammermusik zeigt er sich auf der Höhe seiner gestalterischen Fähigkeiten. Seine beiden Klaviertrios sind unbestrittene Meisterwerke, die sich durch schwungvollen Elan, melodische Erfindungskraft und feinsinnigen Humor auszeichnen und dem Vergleich mit den Kompositionen von Felix Mendelssohn Bartholdy, Robert Schumann und Johannes Brahms für diese Besetzung ohne weiteres standhalten.

## Werke
- Orchesterwerke

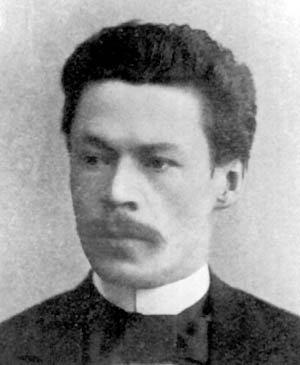
Anton Arenski

  - Symphonie Nr. 1 h-Moll op. 4 (1883)
  - Symphonie Nr. 2 A-Dur op. 22 (1889)
  - Suite Nr. 1 g-Moll op. 7 (1885)
  - Intermezzo, op. 13
  - Suite Nr. 2 op. 23 Silhouetten (1892, urspr. für 2 Klaviere)
  - Suite Nr. 3 C-Dur op. 33 Variationen (1894, urspr. für zwei Klaviere)
  - Klavierkonzert f-Moll op. 2 (1882)
  - Violinkonzert a-Moll op. 54 (1901)
  - Schauspielmusiken
- Vokalmusik
  - Traum an der Wolga, Oper op. 16 (1888)
  - Raffael, Oper op. 37 (1894)
  - Die Fontäne von Bachtschissarai, Kantate op. 46 (1899)
  - Nal und Damajanti, Oper op. 47 (1903)
  - Chöre
  - Lieder
- Kammermusik
  - Streichquartett Nr. 1 G-Dur op. 11 (1888)
  - Streichquartett Nr. 2 a-Moll op. 35 für Violine, Viola und zwei Violoncelli (1894, 2. Satz für Streichorchester bearb. als Variationen über ein Thema von Tschaikowski op. 35a)
  - Klaviertrio Nr. 1 d-Moll op. 32 (1894)
  - Klaviertrio Nr. 2 f-Moll op. 73 (1905)
  - Klavierquintett D-Dur op. 51 (1900)
- Klaviermusik
  - 5 Suiten für 2 Klaviere (Nr. 1 op. 15, 1884, Nr. 2 op. 23 Silhouetten, 1892, Nr. 3 C-Dur op. 33 Variationen, 1894, Nr. 4 op. 62, Nr. 5 op. 65 Kindersuite für Klavier zu vier Händen)
  - kleinere Stücke